# Tavolo Schröder
Il tavolino schröder, tavolino schroeder o  SCHROEDER 1 è un tavolino progettato dall'architetto Gerrit Thomas Rietveld dal 1922 al 1923.

## Contesto culturale
Il disegno del tavolo è stato influenzato dal neoplasticismo, movimento artistico nato 1918 con la pubblicazione del manifesto De Stijl, che venne compilato da vari artisti tra cui Theo Van Doesburg e Piet Mondrian. L'influenza di questo movimento è evidente nella struttura del tavolo: tutti gli elementi che lo compongono sono disposti ortogonalmente gli uni agli altri e gli elementi sono colorati esclusivamente con colori primari.

## Caratteristiche
Il tavolino misura 60,5 cm di altezza ed è in faggio tinto nero, rosso, bianco, blu e giallo; il tavolo consta essenzialmente di cinque parti, che sembrano incastrarsi tra di esse. I colori riprendono quelli della Sedia rossa e blu.